# Ville de Newcastle
La ville de Newcastle (en anglais : City of Newcastle) est une zone d'administration locale située dans l'État de Nouvelle-Galles du Sud en Australie.

## Géographie
La zone de 187 km2 s'étend sur une partie de l'agglomération du Grand Newcastle, dans la région de l'Hunter, à 150 km au nord de Sydney. Elle est ouverte à l'est sur la mer de Tasman.

## Histoire
La municipalité de Newcastle est créée le 7 juin 1859 et devient un borough en 1867. En 1937, elle fusionne avec dix autres municipalités, Adamstown, Carrington, Hamilton, Lambton, Merewether, New Lambton, Stockton, Wallsend, Waratah et Wickham pour former la ville du Grand Newcastle (City of Greater Newcastle) le 2 avril 1938. Elle est rebaptisée ville de Newcastle le 23 mars 1949.

## Démographie
| 2006    | 2016    | 2021    |
| ------- | ------- | ------- |
| 141 743 | 155 411 | 168 873 |

## Politique et administration
La ville comprend quatre subdivisions appelées wards. Le conseil municipal comprend douze membres élus, à raison de trois par ward, pour un mandat de quatre ans. Le lord-maire est élu directement pour la même durée. Les dernières élections se sont tenues le 24 septembre 2024.

### Composition du conseil
| Élections | Parti travailliste | Parti libéral | Verts | Indépendants |
| --------- | ------------------ | ------------- | ----- | ------------ |
| 2017      | 7                  | 1             | 1     | 4            |
| 2021      | 7                  | 3             | 2     | 1            |
| 2024      | 5                  | 2             | 3     | 2            |

### Liste des lords-maires
| Période                                  | Période        | Identité         | Étiquette    | Qualité |
| ---------------------------------------- | -------------- | ---------------- | ------------ | ------- |
| Les données manquantes sont à compléter. |                |                  |              |         |
| 1999                                     | septembre 2012 | John Stuart Tate | Indépendant  |         |
| septembre 2012                           | août 2014      | Jeff McCloy      | Indépendant  |         |
| août 2014                                | novembre 2014  | Brad Luke        | Libéral      | intérim |
| novembre 2014                            | en cours       | Nuatali Nelmes   | Travailliste |         |